# Pierre Martin-Rey
Pierre Martin-Rey est un homme politique français né le 13 mai 1813 à Lyon (Rhône) et décédé le 24 novembre 1874 à Villeurbanne (Rhône).
Avocat en 1837, et est admis à l'école des Chartes. Il s'installe négociant à Mâcon, tout en collaborant aux journaux du département, avec notamment des articles d'archéologie locale et devient membre de l'académie de Mâcon. Il est député de Saône-et-Loire de 1848 à 1849, siégeant à gauche.

## Sources
- « Pierre Martin-Rey », dans Adolphe Robert et Gaston Cougny, Dictionnaire des parlementaires français, Edgar Bourloton, 1889-1891 [détail de l’édition]